# Hilton Jefferson
 (mai 2012).
Si vous disposez d'ouvrages ou d'articles de référence ou si vous connaissez des sites web de qualité traitant du thème abordé ici, merci de compléter l'article en donnant les références utiles à sa vérifiabilité et en les liant à la section « Notes et références ».
Hilton Jefferson (né le 30 juillet 1903 - mort le 14 novembre 1968) était un saxophoniste alto de jazz américain né à Danbury dans le Connecticut, principalement connu pour avoir dirigé la section des saxophones du groupe de Cab Calloway de 1940 à 1949.
En 1929, Jefferson a commencé sa carrière professionnelle avec Claude Hopkins, et a travaillé tout au long des années 1930 pour les grands orchestres de Chick Webb, Fletcher Henderson et William McKinney.